# Sinagoga Marina Roixa de Moscou
La Sinagoga Marina Roixa de Moscou (en rus: Марьиной Роще синагога в Москве) és una sinagoga de Moscou, a Rússia, establerta en l'any 1925. Aquesta sinagoga també és anomenada "la segona sinagoga de Moscou" (després de la Sinagoga Coral de Moscou). L'edifici, acabat en l'any 1996, va reemplaçar a l'edifici destruït per un incendi en l'any 1993. Des de l'any 2000 és també un centre de la comunitat jasídica Jabad Lubavitx. La sinagoga és part d'un gran centre espiritual jueu sota els auspicis del centre públic jueu de Moscou.